# Sopa de mariscos dos pescadores
A sopa de mariscos dos pescadores (“Fisherman’s Chowder Soup”) de Gibraltar é uma excelente amostra da fusão de culturas naquele território, não só pelos ingredientes usados, como pela forma de preparar. "Chowder" (sopa de peixe ou de mariscos com leite) é uma preparação tipicamente americana mas, evidentemente, com uma origem europeia.  A páprica é um condimento típico do Alandalus e os mariscos são próprios dum rochedo que divide o Mediterrâneo e o Atlântico.
Numa panela de ferro, salteia-se bacon partido em pedaços até começar a largar gordura; junta-se cebola e batata cortadas em pedaços, tempera-se com páprica e deixa-se fritar, até estarem todos macios. Juntam-se amêijoas e vieiras descascadas, com a água que soltaram para abrir, camarão descascado e outros mariscos ou peixe tudo partido em pedaços, vinho branco, sal, pimenta, louro e tomilho; deixar cozer em lume brando. Junta-se leite, mexe-se mas não se deixa levantar fervura. Pode engrossar-se a sopa com flocos de batata desidratada ou farinha de trigo previamente cozida em leite. 